# Serguéi Sobolevski
Serguéi Aleksándrovich Sobolevski (Сергей Александрович Соболевский; Riga, 1803 - Moscú, 1870) fue un escritor, poeta, bibliófilo e hispanista ruso.

## Biografía
Amigo del poeta Aleksandr Pushkin y del músico Mijaíl Glinka, fue un conocido de Pascual Gayangos. Viajó por España en 1849 y conoció entonces a Serafín Estébanez Calderón y al bibliógrafo Bartolomé José Gallardo en su finca de la Alberquilla (Toledo). En París conoció al también hispanista y eslavófilo Prosper Merimée. Acumuló una importante biblioteca de libros en español, no sólo adquiriéndolos en la Península, sino en el extranjero, que fue vendida tras su muerte, en 1873, y fue a parar al Museo Británico. Como escritor ruso, se le deben principalmente novelas. Karl Briullov pintó su retrato en acuarela en 1832. Escribió en francés Lettres d’un bibliophile russe à un bibliophile français (1850), traducido como Bibliofilia romántica española por Joaquín del Val con notas de Antonio Rodríguez-Moñino (Valencia: Castalia, 1951).
Vuelto a Rusia, conoció en San Petersburgo a Juan Valera, que había viajado allí en una delegación diplomática española, y trabó amistad con él. Así cuenta su entrevista:
Quien ha venido de Moscú, y a quien veo y trato, por carta que Mérimée me dio para él, es al bibliófilo y poeta faceto Sobolevski, que es un don Serafín Estébanez Calderón de por aquí. Habla el español, ha estado en España y conoce a Serafinito y a Gayangos, y con Gallardo tuvo un coloquio bibliófilo de tres días con sus noches en las soledades de la Alberquilla. Tiene Sobolevski multitud de libros de los más raros, españoles, sobre todo de cosas de América y Asia. Como no pocos bibliófilos, conoce más títulos de libros que lo que en ellos se contiene. Es hombre de ingenio, aunque pesado en el hablar y algo extravagante. A mí me divierte, sin embargo, y además me servirá de mucho para ver bien los manuscritos españoles de la Biblioteca Imperial y copiar o hacer copiar lo interesante. Dice él que hay aquí una famosa comedia de Calderón, desconocida en España, y que Hartzenbusch no mienta en su catálogo. La copiaremos también, aunque, por no tener aquí el Calderón de Rivadeneyra, no podré cerciorarme de si es cierto lo que Sobolevski dice. Hay también la dificultad de que una misma comedia suele encontrarse con diversos títulos [...] Sobre los bibliófilos de España ha escrito en francés una serie de artículos. Tiene, según me ha dicho, una biblioteca española de lo más raro, sobre todo en punto a las cosas de Asia y América, a romanceros y cancioneros. Aquí alcanza una fama grandísima de poeta faceto, y sus coplas, que rara vez se imprimen, corren de boca en boca con universal regocijo. Es grande aficionado de los españoles, y singularmente de las costumbres andaluzas, bailes, tonadas, toros y demás majezas y bizarrías. La segunda vez que estuve a verle se me plantó delante con el calañés de medio lado y una chupa con más caireles y cabetes de plata que estrellas hay en el cielo. Pronuncia muy bien la jota y canta la aragonesa y las playeras; ha conocido a todas las mozas crudas de Sevilla y de Triana; ha comido pescado en casa de Lacambra, y no ha quedado biblioteca, ni monumento, ni figón que no haya visitado en nuestra tierra. Piensa volver por ahí y copiar en Simancas cuanto atañe a las relaciones entre España y Rusia, que comenzaron a fines del siglo XVII, según él dice, por un embajador ruso que fue a Madrid en tiempo de Carlos II. (Juan Valera, Cartas a Leopoldo Augusto de Cueto, San Petersburgo, 24 y 26 de marzo de 1857).
En otras cartas muestra Juan Valera la perspicacia del juicio literario de Soboleviski y su generosidad, aunque no pudo conseguir el manuscrito de Calderón al que aludía:
«Sobolevski es un hombre, aunque profano, mucho más divertido y discreto que Muraviev, y su conversación vale diez veces más. Botkin ha tiempo que está en Moscú, o no sé dónde, y no he podido entregarle las obras del Duque de Rivas. Entre tanto, Sobolevski las lee y se admira de sus bellezas, aunque las halla, y francamente tiene razón, algo palabreras: defecto común de toda o de casi toda nuestra literatura y quizá de la lengua. [...] Hasta ahora el hombre de más talento que he conocido en Rusia, traducido también, puesto que tiene que hablarme francés para entenderse conmigo, es el señor don Sergio Sobolevski, poeta faceto, gran bibliófilo y amigo de Mérimée, Serafín Estébanez Calderón y Gayangos. Sobolevski me dará cartas para Moscú, adonde iré en cuanto llegue Diosdado y entoisonemos al gran duque heredero. De vuelta de Moscú me embarcaré e iré a Stettin; de allí, a Berlín, Dresde, Praga y Viena, y luego, a París y a Madrid por último. Aquí es imposible copiar un manuscrito español, como yo mismo no lo copie, y ya, ni hay tiempo ni paciencia; pero en Viena podré copiar lo que el señor marqués de Pidal desee. Llevaré para Wolv cartas de recomendación de Sobolevski».